# 돌무지무덤
돌무지무덤 또는 적석총(積石塚, Burial cairn)은 돌들을 무더기로 쌓아 만든(총) 무덤이다. 청동기 시대부터 삼국 시대까지 만들어졌다. 주로 고구려, 백제에서 만들어졌다. 옛 용어는 초기에는 가공하지 않은 돌을 쌓았으나, 뒤에 가면 돌을 사각기둥(벽돌)의 형태로 다듬어 쌓아 올렸다. 대표적인 무덤으로는 장군총이 있다.

## 같이 보기
- 돌무지 덧널무덤
- 돌무지 돌덧널무덤